# ペーター・コルネリウス
カール・アウグスト・ペーター・コルネリウス（Carl August Peter Cornelius, 1824年12月24日 マインツ - 1874年10月26日 マインツ）は、ドイツの作曲家。詩人・翻訳家としても活動し、音楽に関する著作も残している。

## 生涯
少年時代からヴァイオリンを弾き、歌曲の作曲をしていたが、初めて作曲を学んだのは1841年になってからだった。1844年から1852年まで、おじで画家のペーター・フォン・コルネリウス（1784年～1867年）のベルリンの家に身を寄せ、その間にアレクサンダー・フォン・フンボルトやグリム兄弟、フリードリヒ・リュッケルト、フェリックス・メンデルスゾーンら、同地の文化人に出逢う。ベルリン時代の終わりに、いくつかの雑誌に音楽評論を寄稿し、ヨーゼフ・フォン・アイヒェンドルフやパウル・ハイゼ、ハンス・フォン・ビューローらと親交を結んだ。
コルネリウスの最初の成熟した作品群は、歌劇《バグダッドの理髪師》を含めて、短いヴァイマル時代（1852年 - 1858年）に書かれている。次にウィーンに進出して、5年間を過ごし、リヒャルト・ワーグナーと親交を結ぶ。ワーグナーのしきりの催促で1864年にミュンヘンに定住し、この地で結婚して四児の父親となった。
ワーグナーやフランツ・リストとの交流にもかかわらず、いわゆる「新ドイツ楽派」との関係はぎくしゃくしたものだった。自作の歌劇《ル・シッド》の初演を口実に、ワーグナーの楽劇《トリスタンとイゾルデ》の初演に出席していない。オペラの第3作にして最後の試みとなった《グンレート》は、北欧のエッダに基づいているが、作曲者の糖尿病による急死によって、未完成に終わった。同曲は、コルネリウスの作品の編纂に当たったヴァルデマール・フォン・バウスネルンにより完成された。

## 作品
コルネリウスの作品数は比較的少なく、約100曲のリート、23曲の二重唱や、合唱曲（主に男声合唱のための作品）が中心である。多くの声楽曲とすべてのオペラは、コルネリウス自身のテクストに曲付けされている。ピアノ曲も少しく手懸けており、1848年のピアノ・ソナタなどがある。

### 室内楽・器楽曲
- オーボエとピアノのための《序奏、アンダンテとポロネーズ》作品1 (1840年)
- 3つのヴァイオリン・ソナタ 作品2
  - 第1番 ハ長調 (1840年)
  - 第2番 変ホ長調 (1844年)
  - 第3番 ホ長調 (1846年)
- 4つの弦楽四重奏曲
  - 第1番 変イ長調 (1841年)
  - 第2番 ハ長調 (1841年)
  - 第3番 ト長調 (1842年)
  - 第4番 ニ長調 (1842年)

### 歌劇
- バグダッドの理髪師（2幕のコミック・オペラ、1855年～1858年作曲、1858年12月15日初演、於ヴァイマル）
- ル・シッド（3幕のリリック・オペラ、1860年～1865年作曲、1865年5月21日初演、於ヴァイマル）

### 合唱曲
- ドリア旋法の定旋律によるミサ曲の試み（Versuch einer Messe über den Cantus firmus in der dorischen Tonart）、混声四部合唱とオルガン (1852年)
- レクイエム (1863年)
- 3つの合唱曲（3 Chorgesänge）作品11 (1871年）
  - 死、そは冷たき夜（Der Tod, das ist die kühle Nacht）混声四部の二重合唱（詩：ハインリヒ・ハイネ）
  - （An den Sturmwind）混声四部の二重合唱（詩：リュッケルト）
  - 若さ、笑い、そして恋（Jugend, Rausch und Liebe）混声六部（詩：リュッケルト）
- 3つの男声合唱曲（3 Männerchöre）作品12 (1872-3年)
  - 老兵（Der alte Soldat）テノール6、バス3 （詩：ヨーゼフ・フォン・アイヒェンドルフ)
  - 騎士の歌（Reiterlied）二重合唱（両陣ともテノール2部とバス2部）（詩：同上）
  - （Der deutsche Schwur）（テノールとバス各2部）（詩：コルネリウスの自作）